# Sybra connexa
Sybra connexa là một loài bọ cánh cứng trong họ Cerambycidae.